# Aurora Snow

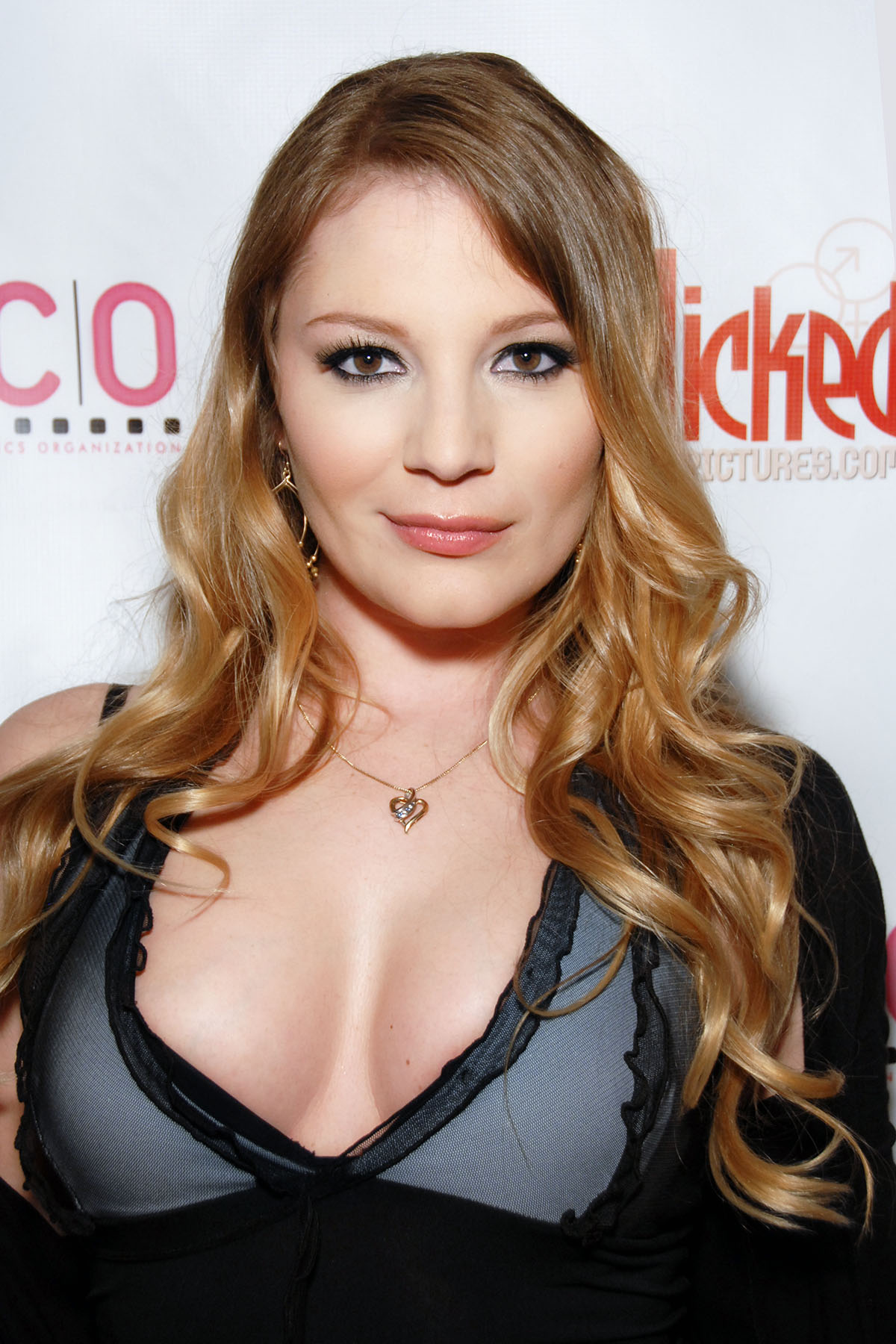
Aurora Snow (2011)

Aurora Snow (* 26. November 1981 in Santa Maria, Kalifornien; eigentlich Rebecca Claire Kensington) ist eine ehemalige US-amerikanische Pornodarstellerin.

## Karriere
Nach ihrem Abschluss an der Highschool zog sie im Alter von 16 Jahren nach Irvine im US-Bundesstaat Kalifornien und begann mit ihrem Studium an der University of California. Bereits nach einem Jahr brach sie das Studium ab und zog nach Los Angeles mit dem Wunsch, dort als Model und Schauspielerin zu arbeiten. Ihre Karriere verlief jedoch wenig vielversprechend.
Ihr Agent überzeugte sie dann davon, ihr Glück im Pornobusiness zu versuchen. Aurora stimmte alsbald den ersten Nacktfotografien für das Magazin Hustler zu.
Im Sommer 2000 wagte die 18-Jährige und nach eigenen Angaben sexuell noch unerfahrene Aurora Snow schließlich den nächsten Schritt und begann mit Filmaufnahmen für More Dirty Debutantes 152 (Produzent: Ed Powers), ihrem ersten Gonzofilm. Abgesehen von wenigen Ausnahmen blieb sie dieser Gattung ihre gesamte Karriere lang treu.

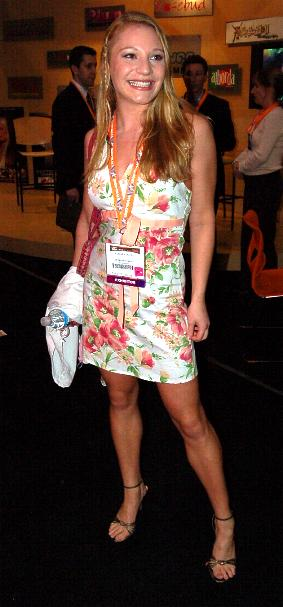
Aurora Snow bei der AVN Adult Entertainment Expo 2006

Zu den bekanntesten Werken ihrer Laufbahn zählen Titel wie Feeding Frenzy, Up Your Ass oder die Teile 27 und 33 der Serie The Gangbang Girl. Einen Überblick über Snows frühe Karriere liefert die 2002 erschienene Szenensammlung A Cum Sucking Whore named Aurora Snow.
Bislang sind über 300 Pornos diverser großer Studios mit Snow erschienen. Seit 2003 entstanden mehrere Filme unter ihrer Regie, in denen sie zumeist selbst mitspielte. Sie war bis 2005 bei der Produktionsgesellschaft Sin City unter Vertrag.
Snow hatte auch Rollen in den Spielfilmen Superbad (2007) und Die Regeln des Spiels (2002).

## Privatleben
Am 10. Dezember 2013 gebar sie ihren ersten Sohn.

## Filmografie (Auswahl)
Die Internet Adult Film Database (IAFD) listet bis heute 870 Filme, in denen Aurora Snow mitgespielt hat. Außerdem listet die IAFD 14 Filme auf, in denen sie Regie geführt hat. (Stand: Januar 2024)
- 2002: Flesh Hunter 1, 2
- 2002: Kung-Fu Girls 3
- 2002: Pussyman’s Decadent Divas 18
- 2002: Hearts & Minds
- 2002: Service Animals 11
- 2005: Cheating Housewives 3
- 2007: Not The Bradys XXX
- 2007: Spunk’d – The Movie
- 2008: Lord of Asses 13
- 2008: Not Bewitched XXX
- 2009–2010: Face Fucking Inc. 6, 10
- 2009: Jay Sin's Pretty Sloppy
- 2009: Jerkoff Material 3
- 2009: This Ain’t Star Trek XXX
- 2011: Strap Attack 14
- 2011: The Addams Family XXX
- 2012: Batgirl XXX: An Extreme Comixxx Parody
- 2012: Family Guy: The XXX Parody
- Dementia 1

## Auszeichnungen
In ihrer Karriere erhielt Aurora Snow eine ganze Reihe Auszeichnungen. Unter anderem gewann sie:
- 2001: RRCC Award als Best Female Performer
- 2001: RRCC Award als Best Rookie
- 2002: XRCO Award als Cream Dream
- 2002: XRCO Award für Best Three-Way Sex Scene in Up Your Ass 18 (mit Mr. Marcus und Lexington Steele)
- 2002: XRCO Award für Best Group Sex Scene in Gangbang Auditions 7
- 2003: AVN Award als Female Performer of the Year
- 2003: XRCO Award für Best Three-Way Sex Scene in Trained Teens (mit Gauge und Jules Jordan)
- 2003: RRCC Award als Best Female Performer
- 2011: Aufnahme in die XRCO Hall of Fame
- 2011: Aufnahme in die AVN Hall of Fame[2]